# Grauschnabelarassari
Der Grauschnabelarassari (Aulacorhynchus coeruleicinctis) ist eine Vogelart aus der Familie der Tukane. Sie kommt ausschließlich in Südamerika vor. Es werden keine Unterarten unterschieden. Von den anderen Grünarassari-Arten in seinem Verbreitungsgebiet unterscheidet sich der Grauschnabelarassari durch seine helle Kehle, den rostroten Bürzel und den überwiegend grauen Schnabel.
Die IUCN stuft den Grauschnabelarassari als  nicht gefährdet (least concern) ein. Genaue Bestandszahlen sind nicht bekannt, die Art gilt in ihrem großen Verbreitungsgebiet allgemein als nicht sehr häufig.

## Erscheinungsbild

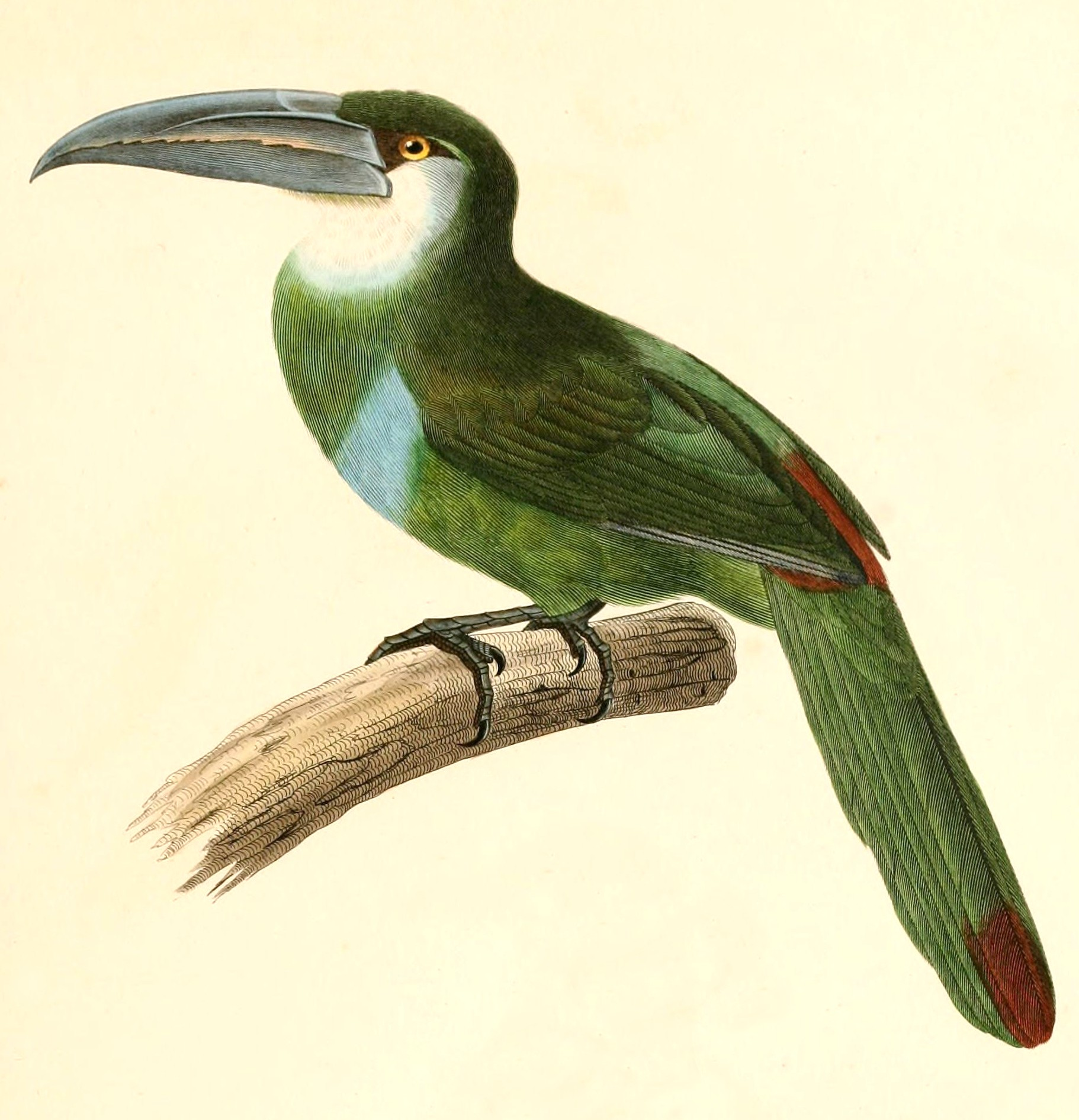
Grauschnabelarassari, Illustration

Die Körperlänge adulter Grauschnabelarassaris beträgt 37 bis 39 Zentimeter. Die Männchen erreichen eine Flügellänge zwischen 14,0 und 15,1 Zentimeter. Die Schwanzlänge beträgt zwischen 13,8 und 15,4 und die Schnabellänge zwischen 7,6 und 9,9 Zentimeter. Weibchen weisen ähnliche Körpermaße auf, der einzig auffallende Sexualdimorphismus ist die Länge des Schnabels. Dieser beträgt bei Weibchen lediglich 6,0 bis 7,5 Zentimeter. Das Gewicht beider Geschlechter variiert zwischen 173 und 257 Gramm.
Grauschnabelarassaris haben ein überwiegend grünes Körpergefieder. Dieser ist auf der Körperoberseite etwas dunkler, Brust und Schwanz sind blasser als das übrige Gefieder. Ein auffälliger weißer Überaugenstreif verläuft über dem Auge bis zum Hinterkopf. Die Region unter dem Auge ist weiß, die Federn haben blaue Spitzen. Das Blau ist zwischen dem Auge und den Ohrdecken besonders intensiv. Der Bürzel ist rostrot, der Schwanz weist ein matt graues Endband auf. Das Kinn und die Kehle sind weiß, am Ende der Kehle sind die Federn blau gesäumt. Ein schmales blaues Band verläuft von den Brustseiten über die Brust. Der Bauch ist in der Mitte weißlich, die Flanken sind grüngelb. Die Unterschwanzdecken sind gelblich grün.
Der Schnabel ist im Verhältnis zur Körpergröße lang. Er ist grau gefärbt. Die unbefiederte Gesichtshaut ist blassblau und hellt vor dem Auge zu einem Weiß auf. Die Augen sind gelb bis weiß. Einige Individuen insbesondere aus den peruanischen Regionen Ayacucho und Cuzco haben braune bis rotbraune Augen. Die Beine und Füße sind matt grünlich bis hell-schiefergrau.

## Verbreitungsgebiet und Lebensraum

Verbreitungsgebiet des Grauschnabelarassaris (grün)

Der Grauschnabelarassari kommt nur an den östlichen Hängen der bolivianischen und peruanischen Anden sowie deren Ausläufern vor. Das Verbreitungsgebiet reicht vom Süden der Region Huánuco und der Region Junín bis nach Chuquisaca und dem Westen des Departamento Santa Cruz. Er kommt überwiegend zwischen 1600 und 2500 Höhenmetern vor, wurde jedoch in Junín auch schon auf 1465 Metern und in der Region La Paz auf 3050 Metern beobachtet. Unterhalb von 1500 Höhenmetern trifft man im Verbreitungsgebiet statt des Grauschnabelarassaris den Derby-Arassari an. Nur ausnahmsweise werden beide Arten auf gleicher Höhe gesichtet.
Der Lebensraum des Grauschnabelarassaris ist überwiegend der feuchte subtropische Bergwald. Er kommt aber auch an den Übergängen zum gemäßigten Wald und in den halbfeuchten Wäldern der oberen tropischen Zone vor. Zum Lebensraum gehören unter anderem Nebelwälder mit reichem Moos- und Epiphytenwuchs und dichtem Unterholz.

## Lebensweise
Der Grauschnabelarassari wird einzeln, in Paaren und in kleinen Trupps beobachtet. Er hält sich generell in den Baumwipfeln auf, kommt jedoch auch in die Nähe des Bodens, um dort nach Früchten zu suchen. Zu seinem Nahrungsspektrum gehören auch Insekten. Die Lebensweise des Grauschnabelarassaris ist bislang nicht sehr gut untersucht. So liegen bislang keine Freilandbeobachtungen über das Fortpflanzungsverhalten dieser Art vor.

## Belege

### Einzelbelege
1. ↑  Aulacorhynchus coeruleicinctis in der Roten Liste gefährdeter Arten der IUCN 2011.1. Eingestellt von: BirdLife International, 2009. Abgerufen am 22. Juli 2011.
2. ↑  Lantermann, S. 118
3. 1 2 3  Short et al., S. 340.
4. ↑  Short et al., S. 339
5. ↑  Lantermann, S. 119
6. ↑  Short et al., S. 341